# Meles
Meles Brisson, 1762 è un genere di tassi eurasiatici: a lungo considerato monospecifico, è stato recentemente diviso in quattro specie parapatriche. Il tasso europeo colonizza l'Europa ad est fino al Volga, il tasso asiatico è presente in gran parte dell'Asia fino alla regione dell'Amur, il tasso del Caucaso è presente in Medio Oriente e nell'Asia centro-meridionale, il tasso giapponese in Giappone. Insieme ai tassi naso di porco formano la sottofamiglia dei Melinae.

## Descrizione

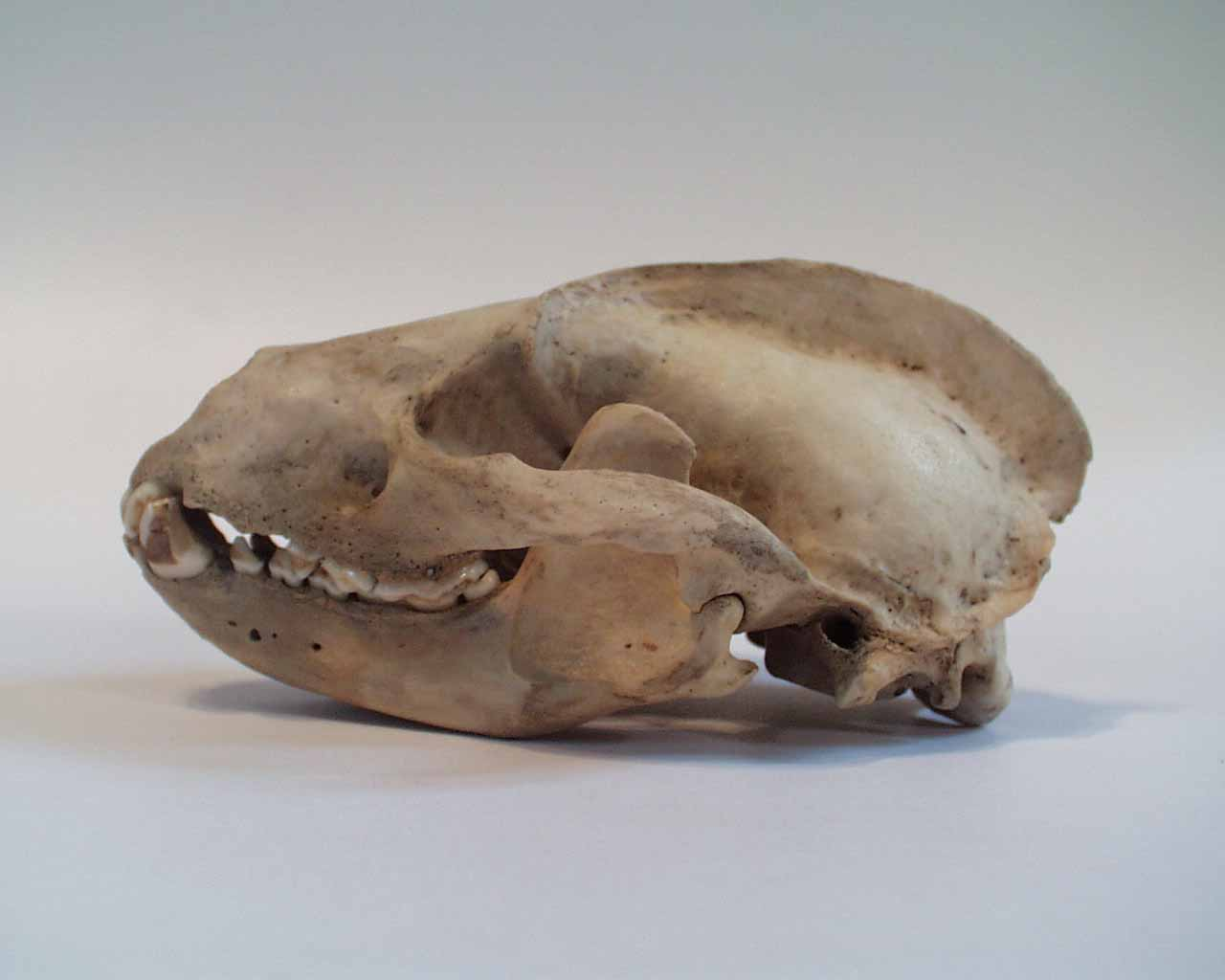
Il cranio di un tasso. L'ampio arco zigomatico (che sporge nella parte anteriore dell'immagine), l'alta cresta sagittale (nella parte alta del cranio) e l'articolazione mandibolare chiusa a forma di capsula (proprio sotto l'arco zigomatico) sono chiaramente visibili.

Le quattro specie di questo genere sono Mustelidi di costituzione robusta, dall'aspetto goffo, che con la loro forma compatta si adattano in modo ottimale a vivere all'interno del sistema di tane sotterranee che essi stessi scavano. La testa è relativamente piccola ed è collegata al corpo da un collo corto; il naso, a forma di grugno, sporge sul labbro superiore di almeno 1,5 cm. Il rinario è ampio e rotondo. I padiglioni auricolari rotondi sono relativamente piccoli. Il tronco è più largo nella parte posteriore che in quella anteriore, la coda e le zampe sono piuttosto corte. Le larghe zampe anteriori sono dotate di artigli da scavo lunghi e non retrattili, mentre quelli delle zampe posteriori sono più corti. Presumibilmente gli artigli anteriori ricrescono più velocemente di quelli posteriori, come adattamento alla costante attività di scavo. L'andatura dei tassi è a metà strada tra plantigrada e digitigrada. Quando camminano, solo i polpastrelli delle dita e la pianta del piede vengono appoggiati sul terreno, il cuscinetto carpale no. Le piante dei piedi sono glabre. Le femmine possiedono tra paia di mammelle, presenti sotto forma di capezzoli anche nei maschi. La ghiandola sottocaudale, situata tra la base della coda e l'ano, ha la forma di una tasca profonda 2-6 cm e su entrambi i lati dell'ano sono presenti le tipiche tasche anali. La secrezione che secerne serve presumibilmente al riconoscimento individuale e al riconoscimento dell'appartenenza a un gruppo familiare. Le marcature odorose vengono collocate in numerosi punti del territorio, in particolare lungo i suoi confini.
La lunghezza testa-corpo è compresa tra 50 e 90 cm; i membri più grandi del genere si trovano per lo più nella regione del Caucaso (Meles meles heptneri), mentre le popolazioni meridionali del tasso giapponese sono le più piccole.

### Pelliccia
La testa mostra un caratteristico e vistoso motivo a strisce bianche e nere, che nel tasso giapponese è solo molto sfocato e in alcuni individui di questa specie è limitato a due macchie scure. La funzione di questo disegno dai colori contrastanti non è stata ancora definitivamente chiarita. Simile al motivo a strisce delle moffette, potrebbe avere un effetto di avvertimento sui nemici, il che, tuttavia, probabilmente gioverebbe in particolare agli esemplari giovani, dal momento che i tassi adulti difficilmente hanno nemici naturali. Secondo un'altra teoria, potrebbe rappresentare un tratto di riconoscimento per i conspecifici chiaramente visibile nella semioscurità anche a grandi distanze.
La pelliccia sul resto della parte superiore del corpo è - soprattutto in alcune forme dell'Asia orientale - piuttosto lunga. In ciascun pelo, prima dell'estremità di colore chiaro vi è una zona scura pari all'incirca ad 1/3 della lunghezza totale. La parte inferiore è di colore variabile dal marrone scuro al nero; sull'addome il mantello è molto rado e lascia trasparire la pelle nuda.

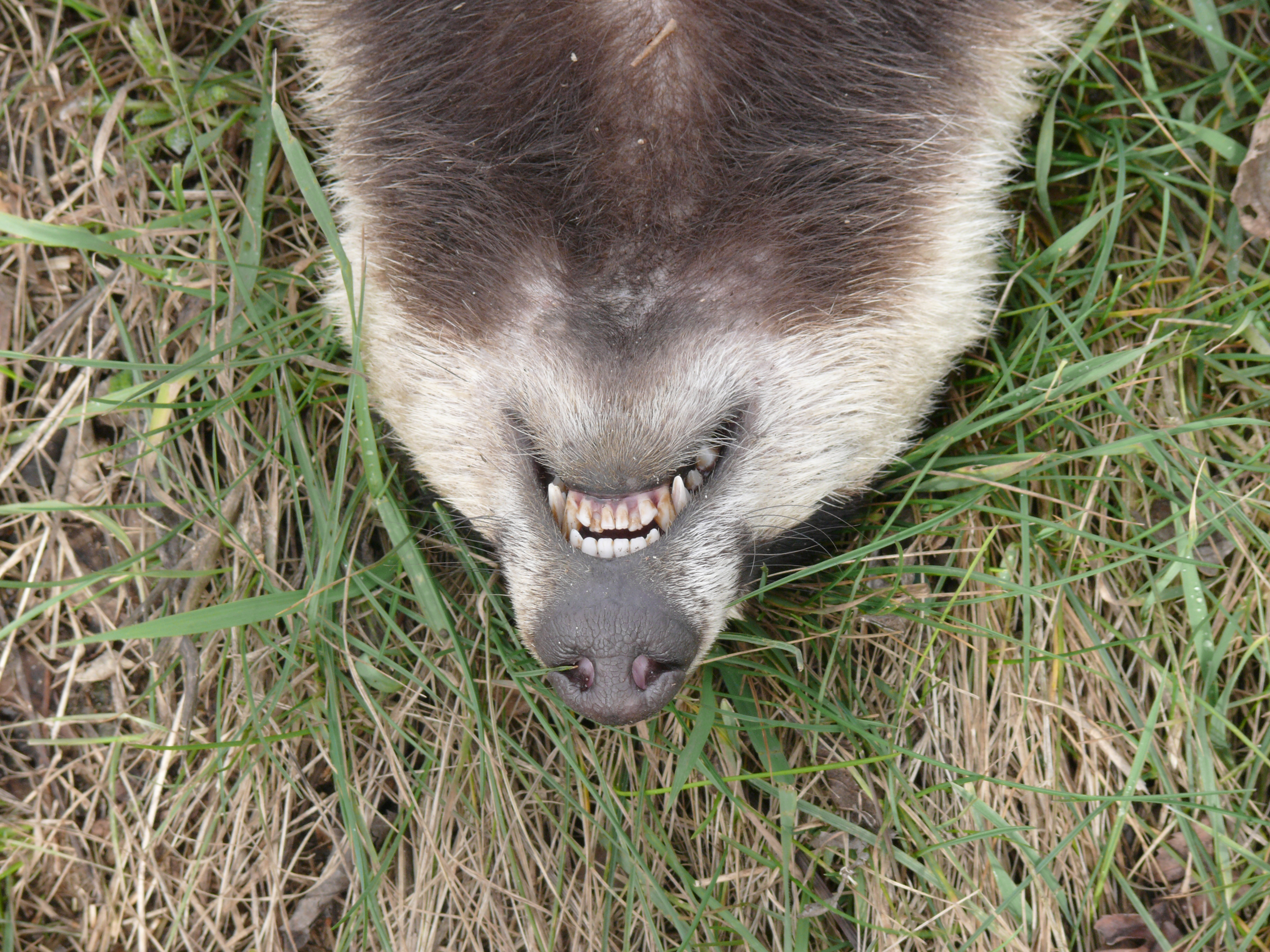
Il muso a forma di grugno e i denti di un tasso europeo morto.
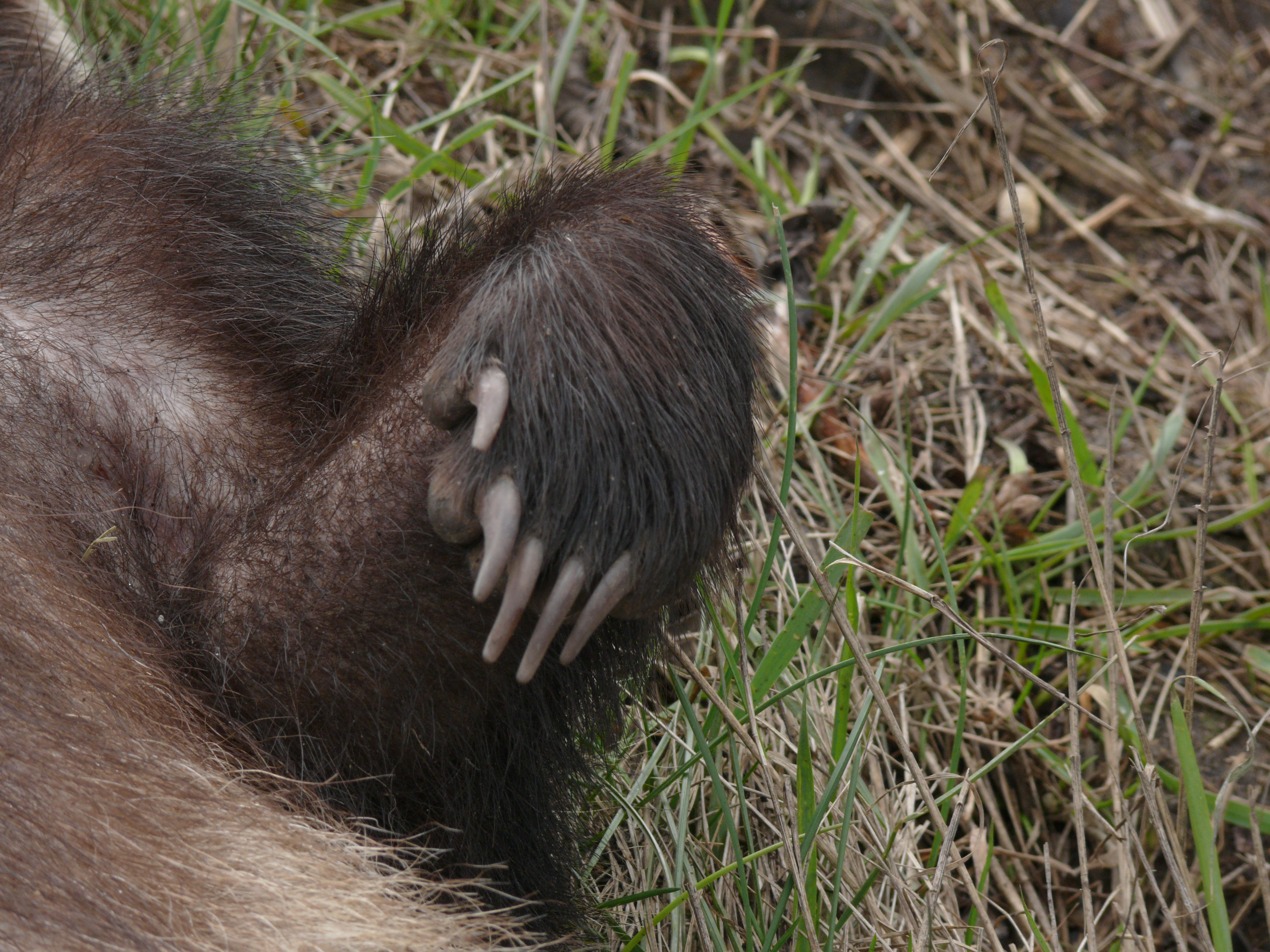
I lunghi artigli anteriori sono adatti per scavare.
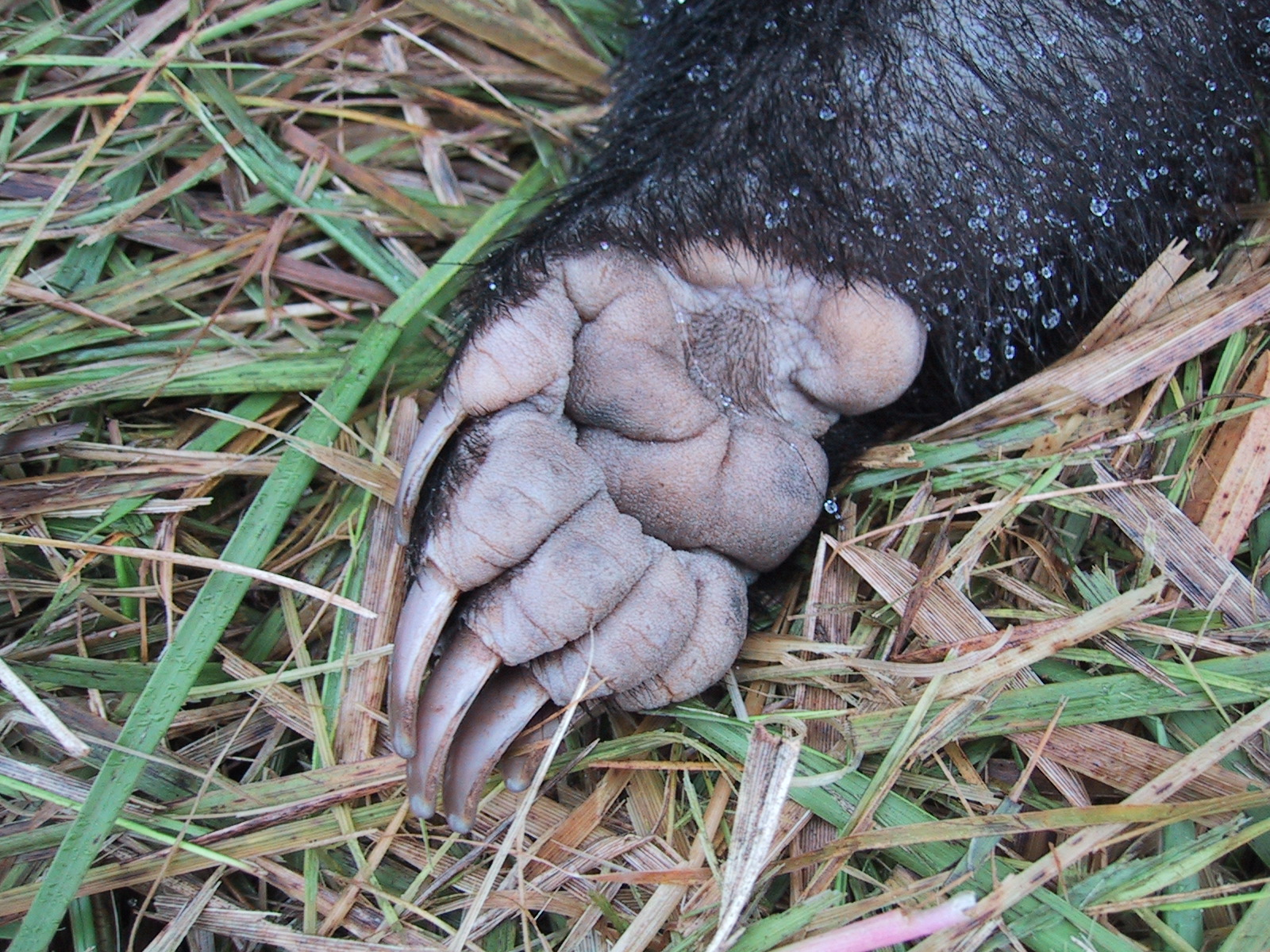
Le piante sono glabre.
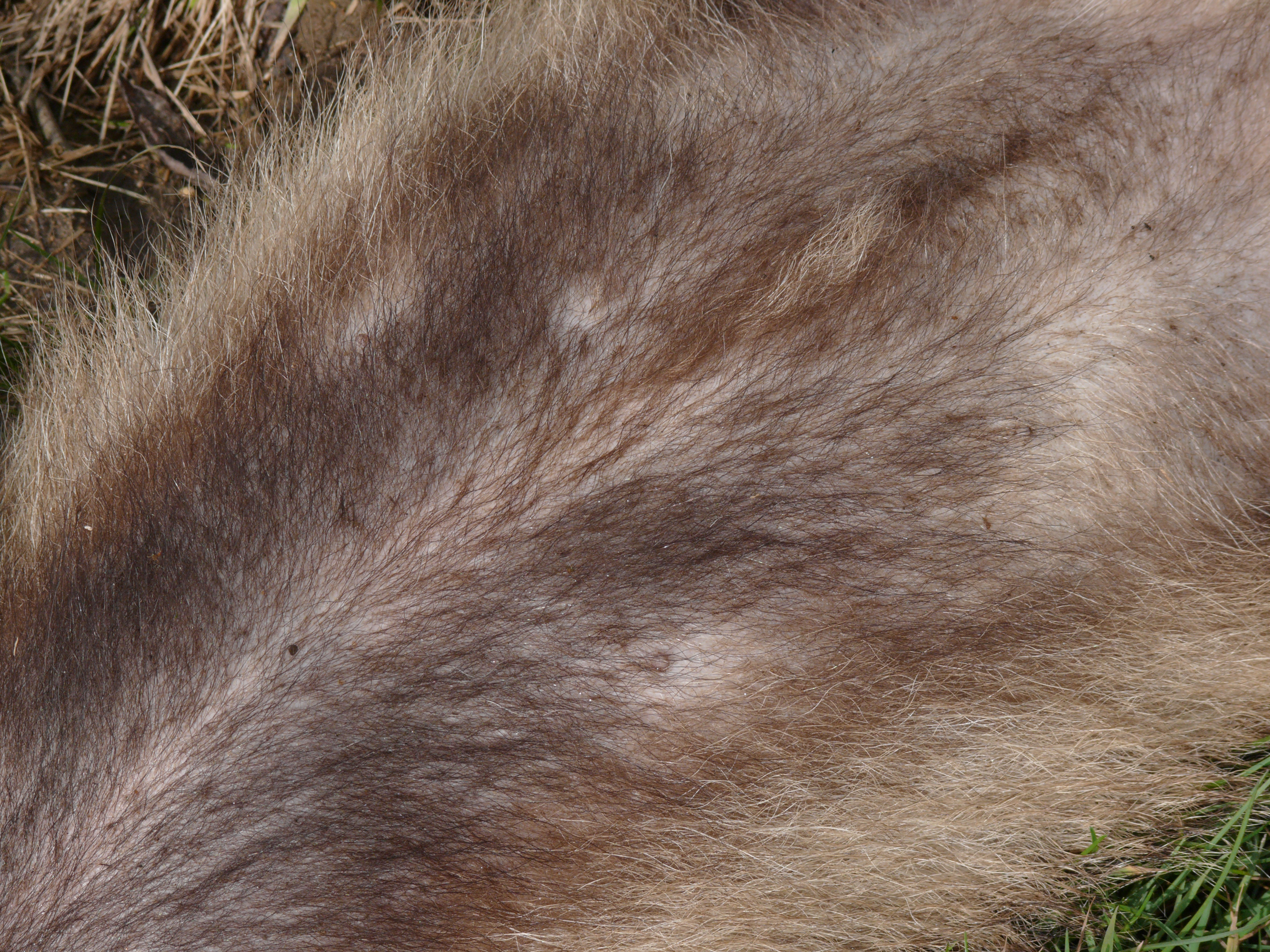
La rada pelliccia sull'addome; sono visibili due delle tre paia di capezzoli.

### Denti e scheletro
La composizione della dentatura corrisponde alla dieta onnivora di questi animali: si tratta in parte della tipica dentizione dei Carnivori, con incisivi, canini e premolari anteriori affilati, ma con premolari posteriori e molari più orientati alla macinazione.
Il cranio è massiccio e relativamente pesante (140 g). Presenta ampi archi zigomatici e una marcata cresta sagittale che può essere alta fino a 16 mm. È qui che si collegano i potenti muscoli temporali, in gran parte responsabili della straordinaria forza del morso del tasso. L'articolazione temporo-mandibolare è molto robusta: il processo articolare è incapsulato dalla superficie articolare sull'osso temporale, in modo tale che la mascella inferiore può essere difficilmente staccata dal resto del cranio senza danneggiarsi.
Lo scheletro postcraniale si distingue per le forti ossa degli arti e per la parte toracica della catena vertebrata insolitamente lunga per un Mustelide.
Come per tutte le specie di Mustelidi, un'importante caratteristica diagnostica è l'aspetto dell'osso penico (baculum). Questo può essere utilizzato sia per determinare l'età che per chiarire le relazioni tassonomiche all'interno del genere. I bacula delle quattro specie differiscono in modo significativo per lunghezza relativa, sezione trasversale, curvatura e forma dell'estremità distale. Ciò supporta i risultati delle analisi genetiche e della morfologia dentaria e ha contribuito in modo significativo alla suddivisione del genere in quattro specie.

### Sensi

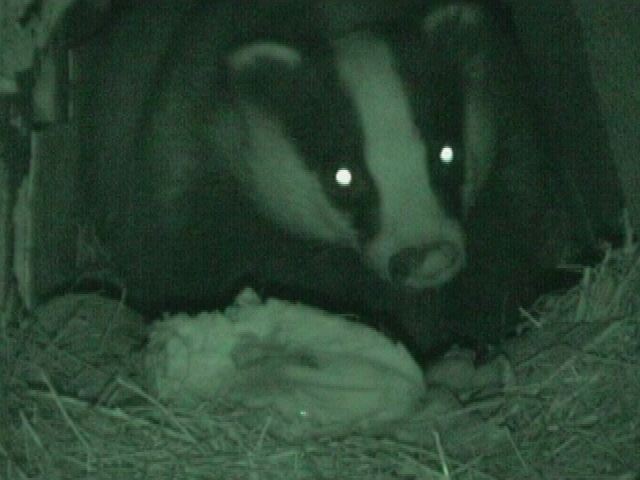
Il tapetum lucidum riflettente di un tasso.

Le caratteristiche delle varie regioni del cervello consentono di trarre conclusioni sullo sviluppo dei sensi. Nei tassi, i bulbi olfattivi e il cervelletto - coinvolti nell'elaborazione delle percezioni olfattive e acustiche - sono ben sviluppati. La parte del mesencefalo responsabile della percezione visiva, d'altra parte, è relativamente piccola. Questi risultati sono stati convalidati dalle osservazioni comportamentali. La capacità visiva del tasso sembra essere meno concentrata sui dettagli e sulla nitidezza, ma più sul riconoscimento approssimativo delle forme. La luce diurna intensa può compromettere seriamente la capacità di vedere, perché sebbene gli occhi siano insolitamente piccoli per un animale notturno, il numero molto elevato di bastoncelli e lo sviluppo di un tapetum lucidum sono ben progettati per vedere in condizioni di scarsa illuminazione. Il senso più importante per questi animali, tuttavia, è l'olfatto. Proprio come i turbinati, questo è estremamente sviluppato. Le osservazioni comportamentali documentano la straordinaria capacità di distinguere i vari odori e di orientarsi grazie a loro. La capacità uditiva è probabilmente simile a quella umana, ma è molto meglio sviluppata nella gamma dei toni acuti.

## Distribuzione e habitat
L'areale transpaleartico del genere si estende dall'Europa occidentale alla regione dell'Amur e al Giappone. Nell'Europa settentrionale si estende a nord fino a circa 67° di latitudine N, nell'Asia nord-orientale solo a circa 55° N. Il confine meridionale corre lungo la costa mediterranea europea, attraverso l'estremità settentrionale della penisola arabica e a nord del golfo Persico, lungo gli altopiani del Tibet e più o meno lungo il 20º parallelo nell'Asia orientale.

## Biologia
Le quattro specie di tassi eurasiatici del genere Meles abitano prevalentemente in terreni fortemente strutturati, boscosi o collinari. Non è raro incontrarli in zone antropizzate, a volte anche ai margini degli insediamenti urbani. Sono prevalentemente crepuscolari e notturni e vivono in tane molto estese che si costruiscono da soli, utilizzate sia come alloggio durante il giorno che per l'allevamento dei piccoli. I tassi vivono in gruppi familiari, che di solito sono costituiti da una o più femmine con la loro prole fino ai due anni consecutivi. Mentre nel tasso europeo al «clan» appartengono anche uno o più maschi, che vengono allontanati dalla tana solo durante l'epoca del parto, nel tasso giapponese i maschi sembrano condurre un'esistenza solitaria e mantengono solo occasionali contatti con femmine diverse. La dieta consiste principalmente di vermi e insetti. Tuttavia, se questi sono meno disponibili a causa della stagione, la percentuale di alimenti di origine vegetale, come bacche o frutti, può aumentare notevolmente. Se si presenta l'opportunità, tuttavia, a volte vengono ampiamente utilizzate altre fonti di cibo, compresi nidi di api e vespe, carogne o piccoli animali.